# José Antonio Infantes Florido
José Antonio Infantes Florido (Almadén de la Plata, 24 gennaio 1920 – Gelves, 6 novembre 2005) è stato un vescovo cattolico spagnolo.

## Biografia
José Antonio Infantes Florido nacque ad Almadén de la Plata il 24 gennaio 1920.

### Formazione e ministero sacerdotale
Conseguì la laurea in diritto civile presso l'Università di Siviglia. In seguito entrò seminario metropolitano Hispalense di Valencia. Concluse gli studi ecclesiastici conseguendo il dottorato in diritto canonico presso la Pontificia Università Gregoriana.
Il 19 maggio 1951 fu ordinato presbitero.

### Ministero episcopale
Il 20 luglio 1967 papa Paolo VI lo nominò vescovo delle Isole Canarie. Ricevette l'ordinazione episcopale il 21 settembre successivo dal cardinale José María Bueno y Monreal, arcivescovo metropolita di Siviglia, co-consacranti il vescovo di San Cristóbal de La Laguna Luis Franco Cascón e il vescovo ausiliare di Siviglia José María Cirarda Lachiondo.
È considerato uno dei pionieri del movimento ecumenico in Spagna. Vista la presenza nel territorio della diocesi di molti turisti provenienti dall'Europa settentrionale e in genere di confessione non cattolica incoraggiò il dialogo e curò la preparazione della settimana di preghiera per l'unità dei cristiani. Nel 1971 inaugurò il tempio ecumenico di Playa del Inglés.
Il 25 maggio 1978 lo stesso papa Paolo VI lo nominò vescovo di Cordova.
Durante il suo episcopato promosse intensamente le vocazioni sacerdotali e per questo riaprì i seminari maggiore e minore di San Pelagio. Fece numerose visite pastorali, eresse nuove parrocchie e costruì nuove chiese. Le più iconiche sono quelle di Santa Beatrice de Silva ad Azahara, di Nostra Signora dell'Aurora nel quartiere Fatima, di Santa Luisa de Marillac nella zona industriale del Guadalquivir e del Cuore Immacolato di Maria nell'urbanizzazione di Miralbaida. Aprì la Casa Sacerdotale "Medina y Corella" e il museo diocesano di belle arti di Cordova.
In riconoscimento del suo contributo all'ecumenismo il patriarca ecumenico di Costantinopoli Atenagora di Costantinopoli lo insignì della croce d'oro del Monte Athos.
Il 15 marzo 1996 papa Giovanni Paolo II accettò la sua rinuncia al governo pastorale della diocesi per raggiunti limiti di età.
In seno alla Conferenza episcopale spagnola fu presidente della commissione per le relazioni interconfessionali per due trienni. Fu anche delegato per il patrimonio culturale dell'Assemblea dei vescovi della Spagna meridionale.
Morì nella sua abitazione di Gelves il 6 novembre 2005 all'età di 85 anni.

## Genealogia episcopale
La genealogia episcopale è:
- Cardinale Scipione Rebiba
- Cardinale Giulio Antonio Santori
- Cardinale Girolamo Bernerio, O.P.
- Arcivescovo Galeazzo Sanvitale
- Cardinale Ludovico Ludovisi
- Cardinale Luigi Caetani
- Cardinale Ulderico Carpegna
- Cardinale Paluzzo Paluzzi Altieri degli Albertoni
- Papa Benedetto XIII
- Papa Benedetto XIV
- Cardinale Enrico Enriquez
- Cardinale Francisco de Solís Folch de Cardona
- Vescovo Agustín Ayestarán Landa
- Arcivescovo Romualdo Antonio Mon y Velarde
- Cardinale Francisco Javier de Cienfuegos y Jovellanos
- Cardinale Cirilo de Alameda y Brea, O.F.M.
- Cardinale Juan de la Cruz Ignacio Moreno y Maisanove
- Cardinale José María Martín de Herrera y de la Iglesia
- Patriarca Leopoldo Eijo y Garay
- Cardinale José María Bueno y Monreal
- Vescovo Rafael Bellido Caro